# Najas madagascariensis
Najas madagascariensis là một loài thực vật có hoa trong họ Hydrocharitaceae. Loài này được Rendle mô tả khoa học đầu tiên năm 1899.